# 101 dalmatiner

Kostym buren av Glenn Close i filmen, av den brittiske kostymdesignern Anthony Powell.

101 dalmatiner (engelska: 101 Dalmatians) är en amerikansk långfilm som hade biopremiär i USA den 27 november 1996. Filmen är baserad på den tecknade Disneyfilmen Pongo och de 101 dalmatinerna (1961), som i sin tur är baserad på romanen De hundra och en hundarna: historien om de många dalmatinerna av den brittiska författarinnan Dodie Smith (1956). Glenn Close gör rollen som skurken Cruella de Vil.

## Handling
Dalmatinern Pongo hittar en fästmö till sin husse och får själv en fästmö. Hans nya matte har en dalmatiner som heter Perdita, och även de blir ett par. Husse och matte gifter sig och dalmatinerparet har snart en kull på 15 valpar. Mattes chef gör allt för att få tag på hundarna för att kunna göra en päls till sig själv av deras skinn.

## Produktion
Filmen är inspelad i Oxfordshire, London och Shepperton. Den hade världspremiär i New York den 18 november 1996 och svensk premiär den 7 februari 1997, åldersgränsen är 7 år.
Under inspelningarna användes 217 dalmatiner.
Glenn Close rökte runt 200 örtcigaretter under inspelningen eftersom hon är allergisk mot tobak.

## Rollista (urval)
- Glenn Close – Cruella de Vil
- Jeff Daniels – Roger Dearly
- Joely Richardson – Anita Campbell-Green Dearly
- Joan Plowright – Nanny
- Hugh Laurie – Jeppe
- Mark Williams – Hjalle
- John Shrapnel – Mr. Skinner
- Tim McInnerny – Alonzo
- Zoren Weiss – Herbert
- Frank Welker – specialrösteffekter

## Svenska röster (1997)
- Mona Seilitz – Cruella de Vil
- Andreas Nilsson – Roger Dearly
- Myrra Malmberg – Anita Campbell-Green Dearly
- Birgitta Fernström – Nanny
- Johan Wahlström – Jeppe
- Dan Ekborg – Hjalle
- Anders Öjebo – Alonzo
- Andreas Holmberg – Herbert

## Musik i filmen
- The Christmas Song, skriven av Mel Tormé och Robert Wells, framförd av Nat King Cole
- Cruella De Vil, skriven av Mel Leven, framförd av Dr. John

## Utmärkelser
- 1997 – BMI Film Music Award – Michael Kamen
- 1997 – Blockbuster Entertainment Award – Bästa skådespelerska Glenn Close
- 1997 – Blimp Award – Bästa djurstjärna, hunden Pongo

### Fotnoter
1. ↑  Svensk Filmdatabas, Svenska Filminstitutet, Svensk filmdatabas film-ID: 3623.[källa från Wikidata]
2. 1 2  ”101 Dalmatians (film)”, Disney A to Z: The Official Encyclopedia, 15 november 2016, ISBN 978-1-4847-3783-5.[källa från Wikidata]
3. ↑  ”101 Dalmatians” (på engelska). Box Office Mojo. 27 november 1996. http://www.boxofficemojo.com/movies/?id=101dalmatiansliveaction.htm. Läst 15 september 2016.
4. ↑  ”101 dalmatiner”. Nöjesguiden. 23 maj 2000. http://ng.se/recensioner/film/101-dalmatiner. Läst 22 augusti 2016.